# Spergularia media
Espèce
Spergularia media, la Spergulaire marginée ou Spergulaire maritime, est une plante halophile de la famille des Caryophyllacées.
La floraison a lieu d'avril à août.

## Habitat
Son habitat se trouve dans les Marais salants, roches et terres exposées aux embruns.

## Répartition
On la rencontre le long des côtes de la Manche, de l'Atlantique et de la Méditerranée.

## Liste des sous-espèces  et variétés
Selon Catalogue of Life (17 octobre 2015) :
- sous-espèce Spergularia media subsp. angustata
- sous-espèce Spergularia media subsp. intermedia
- sous-espèce Spergularia media subsp. media
- sous-espèce Spergularia media subsp. occidentalis
- sous-espèce Spergularia media subsp. sauvagei
- sous-espèce Spergularia media subsp. tunetana

Selon Tropicos (17 octobre 2015) :
- variété Spergularia media var. media

Selon World Register of Marine Species (17 octobre 2015) :
- sous-espèce Spergularia media subsp. angustata (Clavaud) Kerguélen & Lambinon